# Kenrick Monk
Pour les articles homonymes, voir Monk (homonymie).
Kenrick Monk, né le 1er janvier 1988 à Blacktown (Nouvelle-Galles du Sud) est un nageur australien, spécialiste des épreuves de nage libre. Il obtient son seul titre international individuel lors des Championnats du monde en petit bassin 2008, en s'imposant sur le 200 m nage libre et a participé à deux éditions des Jeux olympiques en 2008 et 2012.

## Palmarès

### Jeux olympiques
- Jeux olympiques de 2008 à Pékin ( Chine) :
  - 22e du 200 m nage libre.
- Jeux olympiques de 2012 à Londres ( Royaume-Uni) :
  - 13e du 200 m nage libre.
  - 5e du relais 4 × 200 m nage libre.

### Championnats du monde

#### Grand bassin
- Championnats du monde 2007 à Melbourne ( Australie) :
  -  Médaille d'or du relais 4 × 100 m quatre nages.
  -  Médaille d'argent du relais 4 × 200 m nage libre.
- Championnats du monde 2009 à Rome ( Italie) :
  -  Médaille de bronze du relais 4 × 200 m nage libre.

#### Petit bassin
- Championnats du monde 2008 à Manchester ( Royaume-Uni) :
  -  Médaille d'or du 200 m nage libre.
  -  Médaille d'or du relais 4 × 200 m nage libre.

### Jeux du Commonwealth
- Jeux du Commonwealth de 2006 à Melbourne (Australie) :
  -  Médaille d'or du relais 4 × 100 m quatre nages.
  -  Médaille de bronze du relais 4 × 200 m nage libre.
- Jeux du Commonwealth de 2010 à Delhi (Inde) :
  -  Médaille d'or du relais 4 × 200 m nage libre.
  -  Médaille d'argent du 200 m nage libre.

### Championnats pan-pacifiques
- Championnats pan-pacifiques 2006 à Victoria (Canada)
  -  Médaille de bronze du relais 4 × 100 m nage libre.
  -  Médaille de bronze du relais 4 × 200 m nage libre.
- Championnats pan-pacifiques 2010 à Irvine (États-Unis)
  -  Médaille de bronze du relais 4 × 200 m nage libre.

## Records personnels
| Épreuve          | Temps         | Compétition                | Lieu         | Date       |
| 100 m nage libre | 49 s 34       |                            | Chiba, Japon | 22/08/2007 |
| 200 m nage libre | 1 min 45 s 46 | Championnats du monde 2009 | Rome, Italie | 28/07/2009 |